# Francescantonio Nolè
Francescantonio Nolè OFM Conv. (ur. 9 czerwca 1948 w Potenzy, zm. 15 września 2022 w Rzymie) – włoski duchowny katolicki, arcybiskup metropolita Cosenzy-Bisignano w latach 2015–2022.

## Życiorys
Wstąpił do Zakonu Braci Mniejszych Konwentualnych i złożył w nim śluby wieczyste 1 listopada 1971. Studiował kolejno na rzymskim Seraphicum (uzyskując magisterium z filozofii i teologii), na Papieskim Wydziale Teologicznym Południowych Włoch (otrzymując tytuł licencjacki z teologii moralnej) oraz na Uniwersytecie w Cassino (tytuł magisterski z pedagogiki).
Święcenia kapłańskie otrzymał 2 września 1973. Był m.in. rektorem niższego seminarium zakonnego w Nocera Inferiore (1973-1976), rektorem niższego seminarium w Benewencie (1976-1982 oraz 1991-1992), kapelanem szkoły zakonnej w Portici (1983-1991); dyrektorem Krajowego Centrum Misyjnego Braci Mniejszych Konwentualnych (1992-1994), a także prowincjałem prowincji neapolitańskiej zakonu (1994-2000).

### Episkopat
4 listopada 2000 papież Jan Paweł II mianował go biskupem diecezji Tursi-Lagonegro. Sakry biskupiej udzielił mu 10 grudnia 2000 ówczesny prefekt Kongregacji ds. Biskupów – arcybiskup Giovanni Battista Re. Uroczyste objęcie urzędu miało miejsce 7 stycznia 2001.
15 maja 2015 roku papież Franciszek mianował go arcybiskupem metropolitą włoskiej archidiecezji Cosenza-Bisignano. Ingres odbył 4 lipca 2015.
Hospitalizowany od 30 sierpnia 2022, zmarł w rzymskim szpitalu Gemelli 15 września tegoż roku.